# Німеччина на зимових Олімпійських іграх 2022
Німеччина на зимових Олімпійських іграх 2022 року була представлена сто сорока дев'ятьма спортсменами у чотирнадцяти видах спорту. Ця кількість є меншою аніж на попередніх іграх 2018 та 2014 року, коли збірна складалася зі ста п'ятдесяти трьох спортсменів.

## Перед іграми
На початку грудня 2021 року новообраний на той час віцепрезидент Національного олімпійського комітету Німеччини (DOSB) Верена Бентеле виступила з офіційною заявою від імені організації: «бойкот Олімпійських ігор — це питання політики, а не спорту». Так чином комітет дав зрозуміти, що не збирається забороняти спортсменам відвідувати ігри, а бойком має бути лише політичного характеру. З боку комітету вона пообіцяла повну підтримку спортсменам й застерегла будь-кого від примусу до бойкоту чи інших дій за спинами спортсменів.
Томас Бах, що є президентом Міжнародного олімпійського комітету, наступним чином прокоментував ситуацію, що склалась навколо бойкоту низки країн Олімпійських ігор в Пекіні: «Ми підтримуємо спортсменів, вони мають нашу і національну підтримку для участі в спортивній події. Решта — політика, а МОК, як завжди, нейтральний».
Сполучені Штати Америки оголосили про дипломатичний бойкот зимових Олімпійських ігор 2022 року в Китаї. До них також приєдналися Канада, Австралія, Велика Британія. Кожна з цих країн назвала причиною бойкоту порушення прав людини в Китаї, вказуючи на «геноцид й нехтуванні правами уйгурського народу та інших етнічних і релігійних меншин». Віцепрезидент НОК Німеччини Бентеле зауважила, що «такі ситуації виникають в той момент, коли право проводити ігри присуджуються таким країнам, як Китай. Як нам відомо, що ситуація з правами людини там не змінилася з 2008 року. На той час МОК сподівався, що ситуація покращиться, але на навпаки: стало ще гірше».
На початку грудня 2021 року речниця федерального президента Франк-Вальтера Штайнмаєра виступила із заявою, що президент не поїде на зимові Олімпійські ігри до Пекіну. Також вона наголосила на тому, що подорож не входила в його плани ще задовго до того, як США закликали до дипломатичного бойкоту. Новообраний на той час федеральний канцлер Олаф Шольц певний час ухилявся від прямої відповіді чи поїде він до Пекіну, але, згодом, заявив, що йому потрібно ретельно проконсультуватися з лідером Партії зелених Робертом Габеком та головою Вільної демократичної партії Крістіаном Лінднером.
Під час свого візиту до Парижу на початку грудня 2021 року новообрана міністр закордонних справ Німеччини Анналена Бербок висловлювалася за спільну європейську позицію на тему політичного бойкоту Зимових ігор. На запитання журналістів вона відповідала, що питання про подорож чи її неможливість має бути ретельно вивчено та зважено. В кінці грудня вона оголосила свою остаточну позицію: «Я велика шанувальниця спорту, але точно не поїду на Олімпійські ігри в цей час».
Венцель Михальські, директор правозахисної організації Human Rights Watch вимагав від федерального уряду дипломатичного бойкоту Зимових Олімпійських ігор у Пекіні. За його переконанням «дипломатичний бойкот гравців з 4 по 20 лютого 2022 року — це більше, ніж просто золота середина».
Національний Олімпійський комітет Нідерландів та Нідерландська спортивна федерація (NOC*NSF) надала термінову пораду своїй олімпійській команді, попереджаючи, що Китай може здійснювати спостереження за електронними пристроями. Саме тому спортсменам та персоналу планується надати телефони та ноутбуки, які будуть знищені, коли вони повернуться додому. На відміну від них НОК Німеччини не зважився на такі радикальні кроки й лише надав рекомендації для спортсменів залишити персональні електронні пристрої вдома або принаймні вимкнути їх. Однак згодом, перед відправленням на змагання, німецькі спортсмени отримали нові мобільні телефони, оскільки вимикати або залишити пристрої вдома стало неможливим через вимоги китайської сторони. Згідно з ними, кожен спортсмен або член збірної повинен встановити додаток «My2022» куди ввести медичні дані, результати ПЛР-тесту на коронавірус та результати щоденного вимірювання температури.

## Склад збірної
Збірна Німеччини налічував 58 жінок та 98 чоловіків. Прапороносцями на відкритті ігор були — Франческо Фрідріх та Клаудія Пехштайн.

## Результати
5 січня 2022 року в місті Емерівілль, Каліфорнія рівно за 30 днів до церемонії відкриття Зимових Олімпійських ігор компанія Nielsen Gracenote опублікувала свій останній прогноз віртуальної таблиці медалей (VMT). Враховуючи найактуальніші результати ключових змагань після зимових ігор 2018 року, Gracenote прогнозує кількість золотих, срібних і бронзових медалей для країн-учасниць XXIV зимових Олімпійських ігор. Очікується, що Німеччина покаже дещо нижчий результат, аніж на попередніх зимових Олімпійських іграх 2018 року, отримавши 30 медалей. Німецька результативність за прогнозом буде залежати від виступів: Франческо Фрідріха, Лаури Нольте (бобслей); Йоганнеса Людвіга, Юлії Таубіц, Тоні Еггерта, Саші Бенекена (санний спорт); Фінценца Гейгера, Еріка Френцеля (лижне двоборство) та Карла Гайгера (стрибки з трампліна). В загальному медальному заліку збірній Німеччині прогнозується друге місце.

## Медалісти
| Місце | Спортсмен                                                        | Змагання                                                             | Дата       | Суперники |        |
| ----- | ---------------------------------------------------------------- | -------------------------------------------------------------------- | ---------- | --- | ------ |
| 1     | Йоганнес Людвіг                                                  | Одномісні сани (чоловіки)                                            | 06.02.2022 | Вольфганг Кіндль (3:48.895, 2е місце) Домінік Фішналлер (3:49.686, 3е місце) | [ 17 ] |
| 1     | Деніз Геррманн                                                   | Біатлон індивідуальні перегони (жінки)                               | 07.02.2022 | Анаїс Шевальє (44:22.1, 2е місце) Марте Ольсбу-Рейселанн (44:28.0, 3е місце) | [ 18 ] |
| 1     | Наталі Гайзенбергер                                              | Санний спорт — одномісні сани (жінки)                                | 08.02.2022 | Анна Беррайтер (3:53.947, 2е місце) Тетяна Іванова (3:54.507, 3е місце) | [ 19 ] |
| 1     | Фінценц Гайгер                                                   | Лижне двоборство — індивідуальний нормальний трамплін/10 км          | 09.02.2022 | Єрген Гробак (25:08.5, 2е місце) Лукас Грайдерер (25:14.3, 3е місце) | [ 20 ] |
| 1     | Тобіас Вендль Тобіас Арльт                                       | Санний спорт — двомісні сани                                         | 09.02.2022 | Тоні Еггерт (1:56.653, 2е місце) Заша Бенекен Томас Штеу (1:57.065, 3е місце) Лоренц Коллер | [ 21 ] |
| 1     | Наталі Гайзенбергер Йоганнес Людвіг Тобіас Вендль / Тобіас Арльт | Санний спорт — змішана естафета                                      | 10.02.2022 | Маделайне Егле (3:03.486, 2е місце) Вольфганг Кіндль Томас Штеу / Лоренц Коллер Еліза Тірума (3:04.354, 3е місце) Крістерс Апарйодс Мартиньш Ботс / Робертс Плуме                                                                                | [ 22 ] |
| 1     | Крістофер Гротгер                                                | Скелетон (чоловіки)                                                  | 11.02.2022 | Аксель Юнг (4:01.67, 2е місце) Янь Веньган (4:01.77, 3е місце) | [ 23 ] |
| 1     | Ганна Найзе                                                      | Скелетон — жінки                                                     | 12.02.2022 | Жаклін Нарракотт (4:08.24, 2е місце) Кімберлі Бос (4:08.46, 3е місце) | [ 24 ] |
| 1     | Франческо Фрідріх Торстен Маргіс                                 | Бобслей — двійки (чоловіки)                                          | 15.02.2022 | Йоганнес Лохнер (3:57.38, 2е місце) Флоріан Бауер Крістоф Гафер (3:58.58, 3е місце) Маттіас Зоммер | [ 25 ] |
| 1     | Катаріна Генніґ Вікторія Карл                                    | Лижні перегони — командний спринт (жінки)                            | 16.02.2022 | Мая Дальквіст (22:10.02, 2е місце) Йонна Сундлінг Ступак Юлія Сергіївна (22:10.56, 3е місце) Наталія Непряєва | [ 26 ] |
| 1     | Лаура Нольте Дебора Леві                                         | Бобслей — двійки (жінки)                                             | 19.02.2022 | Маріама Яманка (4:04.73, 2е місце) Александра Бурґгардт Елана Меєрс (4:05.48, 3е місце) Сільвія Гоффман | [ 27 ] |
| 1     | Франческо Фрідріх Торстен Маргіс Канді Бауер Александер Шюллер   | Бобслей — четвірки (чоловіки)                                        | 20.02.2022 | Йоганнес Лохнер (3:54.67, 2е місце) Флоріан Бауер Крістофер Вебер Крістіан Расп Джастін Кріппс (3:55.09, 3е місце) Раян Соммер Кем Стоунс Бен Коквелл                                                                                            | [ 28 ] |
| 2     | Катаріна Альтгаус                                                | Стрибки з трампліна — нормальний трамплін (жінки)                    | 05.02.2022 | Урша Богатай (239.0, 1е місце) Ніка Крижнар (232.0, 3е місце) | [ 29 ] |
| 2     | Анна Беррайтер                                                   | Санний спорт — одномісні сани (жінки)                                | 08.02.2022 | Наталі Гайзенбергер (3:53.454, 1е місце) Тетяна Іванова (3:54.507, 3е місце) | [ 19 ] |
| 2     | Тоні Еггерт Заша Бенекен                                         | Санний спорт — двомісні сани                                         | 09.02.2022 | Тобіас Вендль (1:56.554, 1е місце) Тобіас Арльт Томас Штеу (1:57.065, 3е місце) Лоренц Коллер | [ 21 ] |
| 2     | Аксель Юнг                                                       | Скелетон (чоловіки)                                                  | 11.02.2022 | Крістофер Гротгер (4:01.01, 1е місце) Янь Веньган (4:01.77, 3е місце) | [ 23 ] |
| 2     | Катеріне Зауербрай Катаріна Генніґ Вікторія Карл Софі Крель      | Лижні перегони — естафета 4×5 км (жінки)                             | 12.02.2022 | Юлія Бєлорукова (53:41.0, 1е місце) Наталія Непряєва Тетяна Соріна Вероніка Степанова Мая Дальквіст (54:01.7, 3е місце) Ебба Андерссон Фріда Карлссон Йонна Сундлінг                                                                             | [ 30 ] |
| 2     | Йоганнес Лохнер Флоріан Бауер                                    | Бобслей — двійки (чоловіки)                                          | 15.02.2022 | Франческо Фрідріх (3:56.89, 1е місце) Торстен Маргіс Крістоф Гафер (3:58.58, 3е місце) Маттіас Зоммер | [ 25 ] |
| 2     | Мануель Файст Ерік Френцель Фінценц Гайгер Юліан Шмід            | Лижне двоборство — командний великий трамплін/4×5 км                 | 17.02.2022 | Єрген Гробак (50:45.1, 1е місце) Єнс Лурос Офтебру Еспен Б'єрнстад Еспен Андерсен Ватабе Акіто (51:40.3, 3е місце) Йосіто Ватабе Хідеакі Наґаї Рьота Ямамото                                                                                     | [ 31 ] |
| 2     | Маріама Яманка Александра Бурґгардт                              | Бобслей — двійки (жінки)                                             | 19.02.2022 | Лаура Нольте (4:03.96, 1е місце) Дебора Леві Елана Меєрс (4:05.48, 3е місце) Сільвія Гоффман | [ 27 ] |
| 2     | Емма Айхер Лена Дюрр Юліан Раухфус Александер Шмід Лінус Штрасер | Гірськолижний спорт — змішані команди                                | 20.02.2022 | Катаріна Губер (1е місце) Катаріна Лінсбергер Катаріна Труппе Штефан Бреннштайнер Міхаель Матт Йоганнес Штрольц Міна Фюрст Гольтманн (3е місце) Тея Луїз Штьєрнесунн Марія Терезе Твіберґ Тімон Гауґан Фаб'ян Вілкенс Солгейм Расмус Віндінґстад | [ 32 ] |
| 2     | Йоганнес Лохнер Флоріан Бауер Крістофер Вебер Крістіан Расп      | Бобслей — четвірки (чоловіки)                                        | 20.02.2022 | Франческо Фрідріх (3:55.09, 1е місце) Торстен Маргіс Канді Бауер Александер Шюллер Джастін Кріппс (3:55.09, 3е місце) Раян Соммер Кем Стоунс Бен Коквелл                                                                                         | [ 28 ] |
| 3     | Карл Гайгер                                                      | Стрибки з трампліна — великий трамплін (чоловіки)                    | 12.02.2022 | Маріус Ліндвік (296.1, 1е місце) Кобаясі Рьою (292.8, 2е місце) | [ 33 ] |
| 3     | Константін Шмід Штефан Лайє Маркус Айзенбіхлер Карл Гайгер       | Стрибки з трампліна — великий трамплін, командна першість (чоловіки) | 14.02.2022 | Штефан Крафт (942.7, 1е місце) Даніель Губер Ян Герль Мануель Феттнер Ловро Кос (934.4, 2е місце) Цене Превц Тімі Зайц Петер Превц | [ 34 ] |
| 3     | Крістоф Гафер Маттіас Зоммер                                     | Бобслей — двійки (чоловіки)                                          | 15.02.2022 | Франческо Фрідріх (3:56.89, 1е місце) Торстен Маргіс Йоганнес Лохнер (3:57.38, 2е місце) Флоріан Бауер | [ 25 ] |
| 3     | Ванесса Фоґт Ванесса Гінц Франциска Пройс Деніз Геррманн         | Біатлон — естафета (жінки)                                           | 16.02.2022 | Лінн Перссон (1:11:03.9, 1е місце) Мона Брорссон Ганна Еберг Ельвіра Карін Еберг Ірина Казакевич (1:11:15.9, 2е місце) Христина Рєзцова Світлана Міронова Уляна Кайшева                                                                          | [ 35 ] |
| 3     | Даніела Маєр                                                     | Фристайл — скікрос (жінки)                                           | 17.02.2022 | Сандра Неслунд (1е місце) Маріелль Томпсон (3е місце) | [ 36 ] |